# داليدا
يولاندا كريستينا جيجليوتي (بالإيطالية:joˈlanda kriˈstiːna dʒiʎˈʎɔtti)، (17 يناير 1933 - 3 مايو 1987) المشهورة باسم (داليدا) مغنية وممثلة مصرية حاصله علي الجنسية الفرنسية، ولدت في حي شبرا بالقاهرة، مصر، لأسرة ذات جذور إيطالية تعود أصولها إلى شبه جزيرة كالابريا في جنوب إيطاليا.
شاركت في مسابقة ملكة جمال مصر وفازت باللقب سنة 1954. بدأت مسيرتها الفنية كممثلة في السينما المصرية، ولكن جاءت إنطلاقتها الحقيقية كمغنية في فرنسا، وغنّت بتسع لغات: العربية والإيطالية والعبرية والفرنسية واليونانية واليابانية والإنجليزية والإسبانية والألمانية.
في عام 1955 شاركت في فيلم سيجارة وكاس للمخرج نيازي مصطفى، وبعد عام واحد وقعت عقدا مع شركة باركلي للتسجيلات وأصدرت أول أغنية لها بعنوان (بامبينو) والتي حققت نجاحًا كبيرًا، صعدت إلى الصدارة بسرعة عندما حققت أغانيها مبيعات قياسية في فرنسا بين عامي 1957 و 1961. انتشرت أغانيها في عدة دول في أوروبا وأمريكا اللاتينية وأمريكا الشمالية وآسيا، كما غنت إلى جانب عدد من المطربين المشهورين آنذاك مثل خوليو إجلسياس، شارل أزنافور، جوني ماتيس، بيتولا كلارك وغيرهم.
صورت داليدا بعض الأفلام السينيمائية جنبًا إلى جنب مع مسيرتها الفنية كمغنية، إلا أن فيلم "اليوم السادس" الذي أخرجه يوسف شاهين عام 1986 كان بمثابة عودتها الحقيقية للسينما، إذ توافد ثلاثة ملايين شخص إلى حي شبرا لمشاهدة داليدا في حفل الافتتاح، وبالرغم من إشادة النقاد بالفيلم، إلا أنه فشل تجاريًا في فرنسا.
لدى داليدا أكثر من 1000 أغنية بلغات متعددة، وقد نالت العديد من الألقاب والأوسمة، كرمها الجنرال الفرنسي ديغول بمنحها لقب (La Medaille de la Presidence de la Republique) أو ميدالية رئاسة الجمهورية بسبب أدائها الرائع وصوتها المميز، وبعد وفاتها كرمتها الحكومة الفرنسية بوضع صورتها على طابع البريد، وأقيم لها تمثال بحجمها الطبيعي على قبرها في العام 2001. ما زال الكثيرون يرددون أغانيها الجميلة بشغف، تلك الأغاني التي غنتها بتسع لغات. احتلت لوائح أفضل عشر أغنيات حول العالم من كندا إلى اليابان ومن مصر إلى الأرجنتين. وفي عام 1978 كانت داليدا من أوائل الذين صوروا أغانيهم بطريقة الفيديو كليب بفرنسا. وفي مجال التمثيل لديها 12 فيلمًا.
تأثرت داليدا بشدة لوفاة شريكها لويجي تينكو عام 1967 الذي مات منتحرًا، وعلى الرغم من ذلك فقد واصلت مسيرتها المهنية في تسجيل الأغاني وأداء الحفلات الموسيقية والمسابقات، وأسست شركة للتسجيلات الدولية مع شقيقها أورلاندو، لكنها استمرت في المعاناة من نوبات الاكتئاب حتى انتحرت هي الأخرى في 3 مايو 1987.

## حياتها

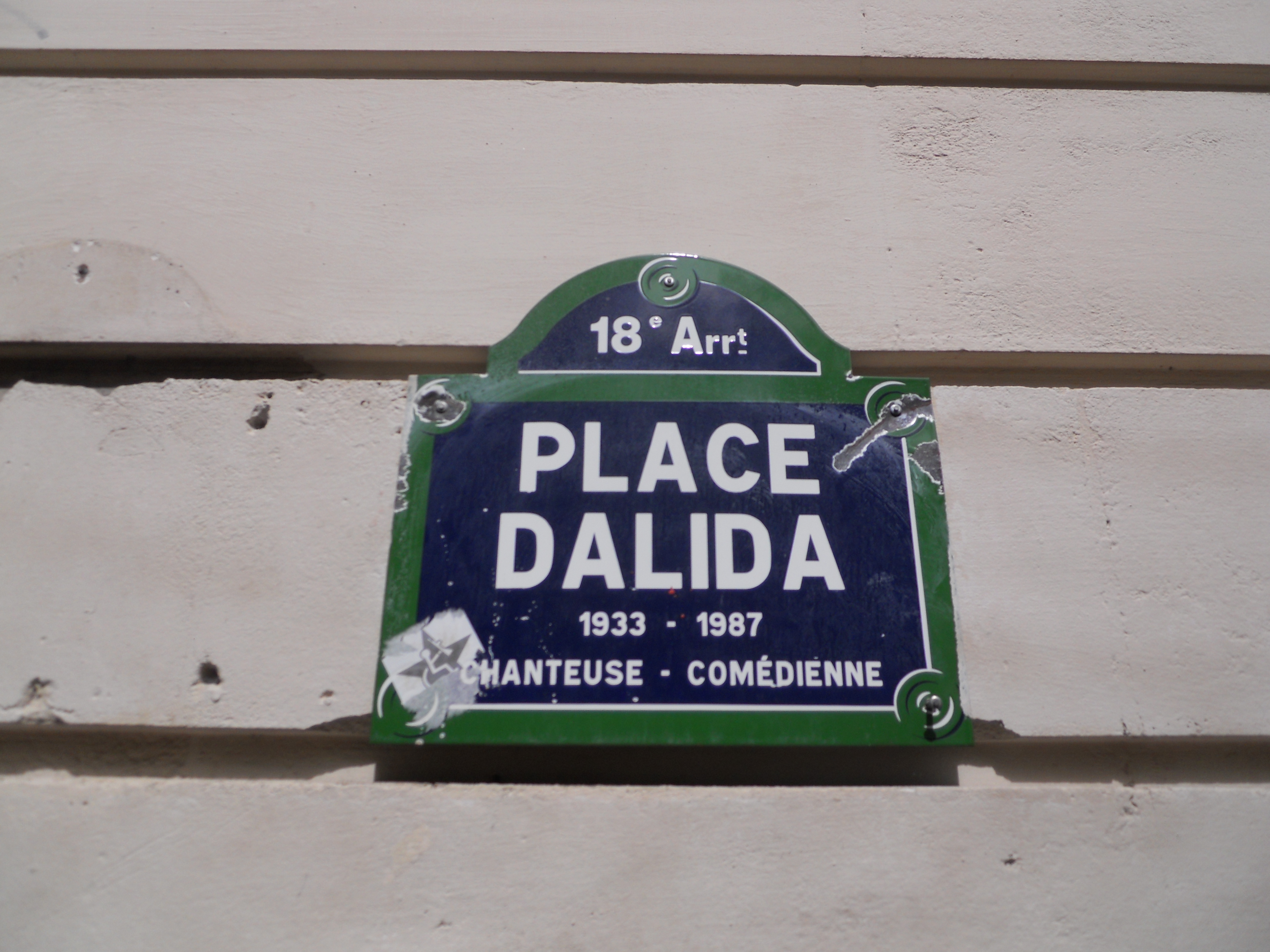
الساحة المخصصة لداليدا في مونمارتر

ولدت داليدا في 17 يناير 1933، في حي شبرا بالقاهرة لوالدين إيطاليي الأصل مولودين بمصر، فقد هاجر أجدادها إلى مصر باحثين عن الرزق كما كان حال الكثير من الأجانب في بداية القرن العشرين الذين هاجروا بدافع الفقر والهرب من الحروب في بلدانهم آنذاك حيث كانت مصر بلدا آمنا ومزدهرا اقتصاديا.
اسمها الحقيقي هو (يولاندا)، تعلمت العزف وأخذت دروسًا في الغناء، لكن حلمها بأن تصبح ممثلة مشهورة لم يفارقها، لاسيما بعد أن سمعت بأنه كانت لديها قريبة هي الممثلة الإيطالية Eleanor Duse، التي كانت وفاتها في العام 1924 (كانت الوحي لستانيسلافسكي لتأسيس مبادئ مدرسته الشهيرة في التمثيل إذ كان يمضي ساعات يشاهد أداءها ومنه يستقي المبادئ)، ومن هنا ولد لديها شعور بأنها تمتلك موهبة ربما تكون قد ورثتها من عمتها.
عاشت داليدا طفولة طبيعية بين أسرتها، تذهب إلى المدرسة والكنيسة، كأية طفلة، وما إن أصبحت بالغة حتى أخذ والدها الحاد الطباع يمنعها من الخروج مع أصدقائها وصديقاتها، لاسيما بعد أن قضى عدة أشهر في السجن لأنه كان إيطاليًا ومصر كانت إبان الحرب العالمية الثانية تحت حماية المملكة المتحدة.. وبعد مرور الوقت وجدت داليدا طريقة للهروب من مراقبة والديها، فكانت تذهب إلى الكنيسة الصغيرة وهما مطمئنان عليها، لكنها لم تكن تذهب للصلاة، بل كانت تنتظر فتىً من أصل إيطالي اسمه (أرماندو)، كانت تأتي إلى الكنيسة وتقف في مكانها المفضل البعيد عن الناس، حيث اعتادت ان تقف فيه في طفولتها لأنها كانت تشعر بالحرج من عينها المحولة التي أجرت لها ثلاث عمليات جراحية فيما بعد.. كانت تسمع وأرماندو القداس وقد تشابكت يداهما سرًا وهما يختلسان النظرات بحياء.. كان الفتى حب داليدا الأول، وقد اقتنعت بالحياة الاعتيادية كأية امرأة في البداية بسبب ضغط والدها في أن تصبح زوجة وأما كما هو الأمر الطبيعي.. ولكن الوالد توفى إثر جلطة في الدماغ، فبدأت تتطلع لحياة أخرى بعيدة عن القناعة بالبيت البسيط وكل ما يتعلق به من أمور..
وبسبب ظروف المعيشة وضغط والدتها أخذت دروسًا في الطباعة على الآلة الكاتبة وعملت سكرتيرة في شركة أدوية، لكن حلم النجومية لم يفارقها أبدًا ولاسيما وأنها سبق وأن فازت بمسابقة ملكة جمال (Miss ondina) عندما كانت صبيّة صغيرة وجميلة عام 1951، فتيقنت أن لديها الفرصة في الدخول بمسابقة ملكة جمال مصر، التي كانت تقام كل سنة، كانت رغبة الشهرة لديها قوية حتى لو كانت بأي ثمن، وهذه المرة فكرت بوالدتها التي ستمنعها من المشاركة في هكذا مسابقة تظهر فيها شبه عارية بملابس السباحة.. فرأت أنه لابد لها من إخفاء الأمر عنها، فادعت أنها ذاهبة إلى إحدى صديقاتها، فاستقلت الحافلة واتجهت صوب حمام السباحة، حيث تجري المسابقة هناك، وفعلًا شاركت، بعدها حصلت المفاجأة الكبرى.. لقد فازت داليدا بلقب ملكة جمال مصر 1954.. فصعقت لسماع رأي اللجنة، وانفتح لها أول أبواب الشهرة.
كانت جائزة الفوز عبارة عن زوج من الأحذية الذهبية، أسرعت إلى البيت من فرحتها وأخبرت والدتها بما جرى، فغضبت الأم لرؤية صورة ابنتها بثوب السباحة على الصفحة الأولى للصحف، إذ كان الأمر فضيحة لعائلة محافظة بالعقليتين الإيطالية والمصرية على السواء، لكنها بمرور الوقت نست الأمر.
ورغم الفوز بالمسابقة، بقيت تعمل داليدا سكرتيرة في شركة الأدوية.. لكنها أخذت تدخل الاستوديوهات السينمائية بسبب اللقب الذي نالته، وقدمت بعض الأدوار لكنها لم تكن أدوارًا بارزة..و نظرا للشبه الكبير بينها وبين هيدي لامار HEIDI LAMAR بطلة "SAMSON & DALILA" اختارت يولندا اسم داليللا DALILA كاسم فني.

## حبها للتمثيل
ذات يوم قدم فريق أمريكي لتصوير فيلم بمصر يحمل عنوان The Story of Joseph and His Brethren كان من بطولة الممثلة الأمريكية جوان كولينز و (جوان) احتاجت إلى ممثلة تقف معها في بعض المشاهد تكون (دوبلير) لها وصادف ان داليدا كانت متواجدة في الاستوديو فاختارتها (جوان) لما تتمتع به من جسم وشعر كثيف قريب منها، إضافة إلى أن ملابسهما من القياس والحجم نفسه..
وفي الأقصر كان يجري تصوير الفيلم، فوجدت داليدا نفسها أمام ممثل صغير كان يبحث الشهرة مثلها هو عمر الشريف، في هذه الفترة تعلق بها (عمر) لكنها سرعان ما بدأت تعامله ببرود، استغرب لتصرفها لاسيما انه كان يتصور انه على علاقة حب معها.
بعد مرور عدة أيام قررت داليدا السفر إلى فرنسا بحثًا عن الشهرة، برغم اعتراض والدتها.. وفعلًا في 24 كانون الأول سنة 1954 سافرت إلى باريس..
في باريس دأهمها شعور بالقلق والوحدة، حالما حطت اقدامها ارضها، فقد كانت المدينة مغطاة بالثلج وكانت الرياح تعصف بها فاشتاقت إلى الشمس الدافئة في مصر، لكنها كانت تعلم أن سفرها وتغربها هو ضريبة الرغبة في الشهرة..
فاستبدلت قلقها فورًا إلى ثقة مطلقة عندما تخيلت مستقبلها.
نزلت في فندق بسيط في منطقة قريبة من شانزليزيه، وفي صباح اليوم التالي كان لديها موعد مع (هنري فيدال) الرجل الذي وعدها بالمساعدة، ولكن اتضح ان علاقات هذا الرجل كانت بمنتجين يعملون في حقل الأفلام الضعيفة جدًا، فتيقنت أنه لن يستطيع مساعدتها فقررت ان تعتمد على نفسها، فقامت بتقديم طلبات إلى وكالات مختلفة تبحث عن مواهب في مجال التمثيل، لكن المتقدمين كانوا أكثر مما تصورت.
أخذت تبعث برسائل لوالدتها في مصر تشرح لها كل ما يجري، فتمنت الام ان تعود ابنتها إلى مصر ثانية، لكن داليدا لم تعترف بالهزيمة مطلقًا، وفي النهاية لم يكن لديها خيار سوى العودة وذلك بعد نفاذ المال، فحزمت حقائبها وتوجهت إلى مكتب الحجز لتحصل على تذكرة عودة إلى القاهرة.

## بداية غنائها
فلمحها رجل يدعى (رولاند برجر)، هذا الرجل أعجبه قوامها وشعرها، فاقتنع انها لابد ان تكون تملك مواهب بحاجة لمن يكتشفها.. فتقدم إليها وتعرف بها.. كان الرجل مدربًا للصوت، فتطورت علاقتهما فحاول اقناعها بالغناء وان تصرف النظر عن فكرة التمثيل، فهي تتمتع بصوت مميز، وان الغناء سيفتح لها أبواب الشهرة، لم تتقبل الفكرة، لكن الرجل استمر باقناعها حتى وافقت.. فبدأ باعطائها دروسًا في الصوت، وتحمل كل عصبيتها ومشاحناتها معه بسبب حدة طباعها التي ورثته من والدها، حتى تمكن من تقوية صوتها فأصبحت قادرة على الغناء بشكل جيد، فأخذت تغني في الكباريهات الفرنسية.
في البناية التي تقاسمت فيها شقة مع صديقتها (جينا جوردل)، كان يسكن فيها أيضًا شاب وسيم هو ألان ديلون الذي أصبح فيما بعد ممثلًا مشهورًا. لم تكن تربطهما في ذلك الوقت سوى علاقة الجيرة والسلام، كان يلفت انتباهها وسامته، لم تكن تعرف انه هو الآخر يحلم بالشهرة مثلها.. ومن ثم وبحكم الجيرة والطموح المشترك أصبحا صديقين.. حتى بدأ أحدهما يشجع الآخر وفي أكثر المقابلات والاختبارات كان أحدهما يرافق الآخر وان فشل أحدهما في دور كان الآخر يواسيه.. أصبحت الحياة قاسية بالنسبة لـ”الآن ديلون “ حتى ان داليدا كانت تطعمه من ثلاجتها عندما يداهمه الجوع..
مالك الكباريه قرر أخيرًا ان يعطيها أول أداء بحضور الزبائن فشعرت بالسعادة والاثارة، وعادت إلى شقتها سعيدة ومبتهجة، وكان هناك ينتظرها (آلان) و (جينا) بكل حماس ولهفة لأن يعرفوا ماذ حصل لها وهل نجحت بالاختبار ونالت مهنة كمغنية؟ الطريف ان (ألان) كان عنده اختبار أداء في صباح ذلك اليوم في استديو مع مئة ممثل ولم يصدق نفسه عندما اختاره المخرج أخيرًا ليعطيه دورًا..
في اليوم التالي غنت داليدا وخلف الكواليس كان رولاند يقف مع مالك الكباريه يستمعان لصوت داليدا الشجي وهي تغني فـ همس رولاند له «لديك نجمه بين يديك..انظر إليها ياله من وجود» وعندما انهت داليدا وصلتها لم يصفق لها الجمهور سوى عدد قليل منهم ويعود السبب لانشغالهم بقراءة قوائم الطعام والحديث.. إلخ.

## من داليلة إلى داليدا
في إحدى المساءات وحيث المكان الذي تغني فيه التقت بـ”الفريد “، صديق المخرج السنيمائي الذي اكتشفها في مصر. قال لها الفريد بأن اسمها”داليلة “ غريب وعدواني بعض الشيء وعليها ان تغيره.. لم تستوعب داليدا الفكرة فهي منذ قدومها إلى باريس والجميع يعرفها باسمها المستعار”داليلة “ وبعد تفكير طويل فكرت بأن تخلط اسمها الحقيقي”يولاندا“ مع الاسم الذي تحبه ”داليلة “ وكانت النتيجة ”داليدا“..
ذات مساء اعتلت المسرح فشاهدت شخصًا مهمًا كان يجلس مع اصدقائه وتعرفت عليه بسرعة مما سبب لها مزيجًا من الفرحة والخوف.. كان هذا الرجل يدعى”برونو “ مدير أولمبيا أشهر قاعة موسيقى في باريس. كان برونو يبحث عن مواهب جديدة وشابة فرأت فيه فرصة عمرها، فأدركت ان عليها ان تكون في أفضل حالاتها على المسرح حتى يلاحظها فغنت بشكل رائع لدرجة ان برونو قطع محادثته مع الاصدقاء وبقى يسمع بأذنيه ذاك الصوت المميز فأخرج ورقة وكتب عليه اسمها وهي تشاهده من بعيد ولما تركت المسرح.. أحست بأثارة وانتظرت اتصالًا منه فقد كانت متأكدة انه أعجب بغنائها.

## حياتها العاطفية
تزوجت من أول رجل حبته بصدق "Lucien Morisse" انفصلا عن بعضهما بعد زواج دام عدة أشهر فقط رغم أن حبهما كان حديث المجتمع في ذاك الوقت، فقد كان كل واحد منهما يصرح للآخرين بأنه متيم بالآخر ولا يمكنه أن يعيش بدونه لأنه حب حياته وما إلى ذلك، وكان سبب الانفصال هو بعد أن عثرت داليدا على حبها الحقيقي بعد أن اعتقدت أن حبها هو في من تزوجته وكان الرجل الذي تركت داليدا زوجها من أجله هو الرسام " Jean Sobieski " (فيما بعد تزوج امراة أخرى. بعد سنوات قليلة زوج داليدا الأول لوسيان توفي بعد أن أطلق النار على نفسه بعد فشله بزواجه الثاني ومحاولاته أيضًا لرجوع لحبه الأولى.
سنة 1967 دخل العشق إلى قلب داليدا عندما التقت بالشاب الإيطالي "Luigi Tenco" وكان مغني لا يزال في بداية طريقه وقد دعمته دليدا ليصبح نجمًا لكن الفشل طرق بابه بعد مشاركته بمهرجان سان ريمو سنة 1967 فأنتحر بمسدسه في أحد الفنادق والمؤسف في الأمر ان داليدا كانت أول من رأى جثته ممددة ومغطاة بالدماء، عندما ذهبت لتواسيه بعدم نيله التقدير في المهرجان والذي شاركا فيه! وعندما تمكنت من نسيان الماضي أحبت رجل بفترة السبعينات ولكنه هو الآخر توفي منتحرا.

## مصر مرة أخرى
في سنة 1986 قدمت الفيلم المصري «اليوم السادس» من إخراج يوسف شاهين وهذا الفيلم نجح كثيرا وخاصة على داليدا وبفضلها.

## وفاتها
توفيت يوم الأحد الموافق 3 مايو 1987 منتحرة بجرعة زائدة من أقراص الباربيتورات المهدئة، عن عمر يناهز 54 عامًا بعد أن تركت رسالة تحمل " سامحوني الحياة لم تعد تحتمل ". ودُفنت في مقبرة مونمارتر (باريس) "Cimetière de Montmartre" بباريس. " وقد تم صنع تمثال لها على القبر بنفس الحجم الطبيعي لها وهو يعتبر أحد أكثر الأعمال المنحوتة تميزًا في المقابر الخاصة بالمشاهير.

## أفلامها
- فيلم يوسف وإخوته مع عمر الشريف (1954)
- فيلم قناع توت عنخ آمون (1955)
- فيلم سيجارة وكاس مع سامية جمال
  - 1959 : Brigade des mœurs de Maurice Boutel
  - 1958 : Rapt au Deuxième Bureau de Jean Stelli
  - 1961 : Parlez-moi d'amour
  - 1963 : L'Inconnue de Hong Kong de Jacques Poitrenaud avec Serge Gainsbourg
  - 1965 : Menage all'italiana (Ménage à l'italienne) de Franco Indovina, avec Ugo Tognazzi
  - 1968 : Io ti amo d'Antonio Margheriti
  - 1977 : Comme sur des roulettes de Nina Companeez
  - 1986 : Le Sixième Jour de Youssef Chahine
- فيلم اليوم السادس إخراج: يوسف شاهين.